# Kuwaiti Premier League 2022/23
Die Kuwaiti Premier League 2022/23 war die 61. Spielzeit der höchsten kuwaitischen Fußballliga seit ihrer Gründung im Jahr 1961. Die Saison begann am 25. August 2022 und endete am 28. Mai 2023. Ausgetragen und organisiert wurde der Wettbewerb vom kuwaitischen Fußballverband. An dem Wettbewerb nahmen zehn Mannschaften teil. Titelverteidiger war der al Kuwait SC.

## Teilnehmende Vereine
| Verein           | Stadt                      | Heimstadion                 | Kapazität |
| ---------------- | -------------------------- | --------------------------- | --------- |
| al-Arabi         | Mansouria                  | Sabah al Salem Stadium      | 26.000    |
| Al-Jahra SC      | al-Dschahra                | Mubarak Al-Aiar Stadium     | 17.000    |
| Kazma SC         | Kuwait                     | al-Sadaqua Walsalam Stadium | 21.500    |
| al Qadsia Kuwait | Kuwait                     | Mohammed-al-Hamad-Stadion   | 26.000    |
| al Kuwait SC     | Kuwait                     | al-Kuwait SC Stadium        | 18.500    |
| al-Nasr SC       | Ardiya                     | Ali Sabah al-Salem Stadium  | 10.000    |
| al-Sahel SC      | Abu Halifa                 | Abu Halifa City Stadium     | 2.000     |
| al Salmiya Club  | Salmiya                    | Thamir Stadium              | 16.105    |
| al-Tadhamon SC   | Gouvernement al-Farwaniyya | Farwaniya Stadium           | 14.000    |
| al-Fahaheel SC   | Kuwait                     | Fahaheel Stadium            | 2.000     |

## Tabelle Reguläre Saison
| Pl. | Verein           | Sp. | S | U | N  | Tore    | Diff. | Punkte |
| --- | ---------------- | --- | - | - | -- | ------- | ----- | ------ |
| 1.  | al Kuwait SC (M) | 18  | 9 | 8 | 1  | 037:220 | +15   | 35     |
| 2.  | Kazma SC (P)     | 18  | 8 | 5 | 5  | 033:270 | +6    | 29     |
| 3.  | al Qadsia Kuwait | 18  | 8 | 5 | 5  | 030:240 | +6    | 29     |
| 4.  | al-Arabi         | 18  | 7 | 7 | 4  | 031:220 | +9    | 28     |
| 5.  | Al-Fahaheel SC   | 18  | 7 | 3 | 8  | 031:310 | ±0    | 24     |
| 6.  | al Salmiya Club  | 18  | 5 | 8 | 5  | 025:220 | +3    | 23     |
| 7.  | Al-Jahra SC (N)  | 18  | 6 | 5 | 7  | 021:250 | −4    | 23     |
| 8.  | al-Nasr SC       | 18  | 5 | 6 | 7  | 030:400 | −10   | 21     |
| 9.  | al-Tadhamon SC   | 18  | 4 | 4 | 10 | 019:350 | −16   | 16     |
| 10. | al-Sahel SC (N)  | 18  | 3 | 5 | 10 | 022:310 | −9    | 14     |

| Zum Ende der regulären Saison 2022/23: Qualifikation für die Meisterschaftsrunde Qualifikation für die Abstiegsrunde |

| Zum Saisonende 2021/22: |                                                                      |
| (M)                     | Amtierender Meister: al Kuwait SC                                    |
| (P)                     | Amtierender Pokalsieger: Kazma SC                                    |
| (N)                     | Aufsteiger aus der Kuwaiti Division One: Al-Jahra SC und al-Sahel SC |

## Tabelle Meisterrunde
| Pl. | Verein           | Sp. | S  | U  | N  | Tore    | Diff. | Punkte |
| --- | ---------------- | --- | -- | -- | -- | ------- | ----- | ------ |
| 1.  | al Kuwait SC     | 28  | 15 | 10 | 3  | 065:330 | +32   | 55     |
| 2.  | al-Arabi         | 28  | 13 | 10 | 5  | 053:340 | +19   | 49}    |
| 3.  | Kazma SC         | 28  | 12 | 7  | 9  | 048:490 | −1    | 43     |
| 4.  | al Qadsia Kuwait | 28  | 11 | 8  | 9  | 044:440 | ±0    | 41     |
| 5.  | al Salmiya Club  | 28  | 8  | 9  | 11 | 039:430 | −4    | 33     |
| 6.  | Al-Fahaheel SC   | 28  | 9  | 4  | 15 | 044:510 | −7    | 31     |

| Saisonende 2022/23: Kuwaitischer Meister und Qualifikation für den AFC Cup |

## Tabelle Abstiegsrunde
| Pl. | Verein         | Sp. | S | U | N  | Tore    | Diff. | Punkte |
| --- | -------------- | --- | - | - | -- | ------- | ----- | ------ |
| 7.  | al-Nasr SC     | 24  | 9 | 7 | 8  | 041:470 | −6    | 34     |
| 8.  | Al-Jahra SC    | 24  | 8 | 6 | 10 | 028:360 | −8    | 30     |
| 9.  | al-Tadhamon SC | 24  | 6 | 5 | 13 | 028:470 | −19   | 23     |
| 10. | al-Sahel SC    | 24  | 5 | 6 | 13 | 031:370 | −6    | 21     |

| Saisonende 2022/23: Absteiger in die Kuwaiti Division One |